# Regimentul 54 Infanterie (1916-1918)
Regimentul 54 Infanterie a fost o unitate de nivel tactic din rezerva armatei permanente care s-a constituit la 14/27 august 1916, prin mobilizarea unităților și subunităților de infanterie din cercul de recrutare Roman, din cadrul Comandamentului IV Teritorial.:p. 92 Regimentul a făcut parte din organica Brigăzii 28 Infanterie. La intrarea în război, Regimentul 54 Infanterie a fost comandat de locotenent-colonelul Ștefan Vasiliu. Regimentul 54 Infanterie a participat la acțiunile militare pe frontul românesc, pe toată perioada războiului, între 14/27 august 1916 - 28 ocotmbrie/11 noiembrie 1918.